# 연씨정권
연씨정권(淵氏政權)은 삼국 시대 말기 고구려(영류왕 24년) 642년에 연개소문이  평양성에서 막리지의 난을 일으켜 수립한 정권이다. 대막리지(大莫離支)라는 최고 권력자의 직책을 개설하여 섭정하였다. 집권자는 연개소문·연남생·연남건·연남산으로서 고구려가 멸망한 668년 9월까지 26년간 지속되었다.

## 연개소문 집권 (642 ~ 666)

### 안시성주와의 충돌
연개소문은 당시 고구려에서 왕에 이은 2인자이자 총리직에 해당하는 막리지(莫離支)보다 더 강한 실권을 가진 왕과 대등한 대막리지(大莫離支) 관등을 신설하고 본인이 직접 그 자리에 올랐다. 대막리지(大莫離支)는 왕의 총무를 모두 독점하는 형태였기 때문에 왕은 실질적인 권력이 없는 얼굴마담에 해당하였다. 대막리지의 역할은 일본의 정이대장군(征夷大將軍, 세이이타이쇼군)과 고려 최씨정권의 교정도감(敎定都監)과 유사하였다.
연개소문은 대신을 100여명 이상 죽이는 학살에 가까운 정변을 통해 주화파가 득세하던 고구려 중앙 정계의 판 자체를 뒤바꿔놓았다. 642년을 기점으로 고구려의 모든 권한은 연개소문이 독점하게 되었으며 그의 식솔들과 그를 따르는 주전파들이  평양성과 조정을 장악하게 되었다.
그러나 국내성과 안시성 등의 지방 영주와 세력들이 연개소문을 인정하지 않고 오히려 반기를 들자 연개소문은 642년 안시성주에게 군대를 보내 공격하기도 하였다. 역사학자 서영교는 주필산 전투 당시 안시성과의 연계가 명확히 눈에 띄지 않는 것에 주목하여, 안시성을 독립세력으로 추정하고 연개소문 정권과 대립하는 세력이라 짐작하는 가설을 국방일보 연재물에 실은 바 있다. 제1차 고당전쟁 당시 당 태종의 의하면 안시성의 장졸과 백성들이 막리지의 난(연개소문의 정변)때에도 성을 지켜 이에 연개소문이 성을 함락시키지 못해 그대로 놔뒀다고 하였다.

### 불교 억압과 당에 대한 친화정책
643년 연개소문은 사신을 당에 보내 조공하였다. 3월엔 연개소문이 보장왕에게 당으로부터 도교를 받아들일 것을 간청해 보장왕이 그것을 따랐다.
이무렵 당에서는 연개소문이 일으킨 쿠데타에 대해 '신하로서 왕을 시해한 죄'를 명분삼아 군사를 일으켜 고구려를 칠 계획을 모의하고 있었지만, 당 태종은 일단 고구려에 대해 우호적인 제스처를 취하면서 연개소문의 도사 파견 요청을 수락하는 한편 6월에 보장왕을 상국(柱國) 요동군왕(遼東郡王) 고려왕으로 책봉해 고구려왕으로서의 지위 계승을 공인해주기도 했다. 또한 도교를 전수해주기 위한 도사 여덟 명을 보냈다. 연개소문이 도교를 받아들인 것은 먼저 불교 세력을 척결하기 위함이었다.  4세기 소수림왕대부터 국교로 지정되어온 불교 세력은 그 전통과 힘으로 내정에도 깊숙히 관여했던 것으로 추정된다. 연개소문은 불교 사찰을 도교의 건물로 용도를 바꾸고, 중보다 도사를 더 예우하여 받들도록 하여 고구려내에 불교세력은 하루가 다르게 감퇴하였다. 승려 보덕등은 이러한 탄압에 견디지 못하고 백제와 신라등으로 귀순하기도 하였다.
또한 이러한 친화정책의 내면에는 당 황실이 도교의 시조인 노자(老子)를 받드는 추세를 눈여겨 당의 환심을 사고 당으로부터 자신의 쿠데타와 자신이 옹립한 보장왕의 정통성을 인정받아 안시성주와 같은 지방 영주들이 반기를 드는 것을 사전에 방지하고자 하는 속내였던 것으로 보여진다.

### 당과의 충돌, 사수전투

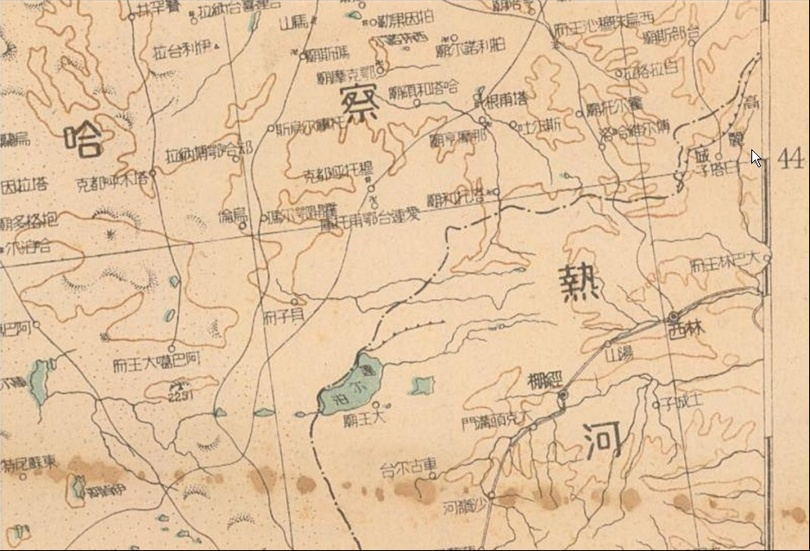
중국 길림성에 존재하고 있는 고려성(高麗城)

642년 백제 의자왕 장군 윤충(允忠)을 시켜 대야성을 함락시키는등 신라를 공격하자 신라 김춘추가 고구려에 군사를 빌리기 위해 사신으로 왔다. 김춘추는 연개소문에게 군병을 요청했고, 이에 연개소문은 군사 요청을 수락하는 조건으로 신라 진흥왕(眞興王)때에 신라가 획득한 죽령(竹嶺) 이북 땅을 반환할 것을 요구하였다. 김춘추가 이를 거부하자 연개소문은 김춘추를 감옥에 감금하였다. 김춘추는 「귀국하는 즉시 영토를 반환하겠다」는 거짓을 적은 편지를 선도해를 통해 보장왕에게 바치고서야 간신히 풀려났다. 한편 연개소문은 백제의 의자왕과 손잡고 신라를 공격하였다. 고구려에서 군사를 얻는데 실패한 신라는 9월에 김춘추를 당으로 보내 원병을 요청하였고 644년 당은 사농승(司農丞) 상리현장(相里玄奬)을 보내 고구려에게 신라 공격을 중지할 것을 요구하였는데, 상리현장이 고구려에 도착했을 때 이미 연개소문은 신라를 공격해 두 개의 성을 차지한 상태였고(《삼국사기》)  보장왕의 명을 받아 대리로 소환된 연개소문은 상리현장에게, 과거 수나라가 고구려를 침략했을 때 신라가 그 틈을 노려 빼앗아간 고구려의 옛 영토 5백 리를 돌려줄 때까지 전쟁을 그만둘 수 없다며 당의 요구를 거절했다.
655년(보장왕 14년) 2월부터 당 고종은 김춘추의 구원 요청을 받아들인다는 명분으로, 영주도독 정명진(程名振)과 좌위중랑장 소정방을 보내 고구려를 공격하여 귀단수(貴端水)에서 고구려군 1천 명을 상대로 교전을 벌였고, 658년(보장왕 17년) 여름 6월에 당의 영주도독 겸 동이도호(東夷都護) 정명진과 우령군중랑장 설인귀가 다시 고구려를 공격했다.
660년(보장왕 19년) 7월에 신라와 당의 연합군이 백제를 공격해 멸망시켰고, 연개소문은 10월에 신라의 칠중성(七重城)을 공격하였으나 패하였다. 당은 11월부터 이듬해 1월까지 좌효위대장군 글필하력(契苾何力)과 좌무위대장군 소정방, 좌효위장군 유백영(劉伯英), 포주자사(蒲州刺史) 정명진 그리고 홍려경(鴻臚卿) 소사업(蕭嗣業)을 보내 고구려를 치게 하였으며, 가을 8월에는 평양 방면으로 진군한 소정방이 고구려군을 패강에서 격파하여 마읍산(馬邑山)을 빼앗고 수도 평양 부근까지 접근하기도 했다. 연개소문은 9월, 아들 연남생을 압록강에 보내어 요동 방면의 공격을 맡고 있던 글필하력의 군대를 막게 했지만, 글필하력은 얼어붙은 압록강 위를 걸어 고구려군을 공격해 3만 명의 고구려군이 전사하고 연남생은 가까스로 죽음을 면하는 등의 참패를 겪었다. 하지만 글필하력은 직후 철륵족이 일으킨 반란으로, 부여 방면에서의 고구려 공격을 맡았던 소사업과 함께 철륵 진압에 투입된다.
이때의 전투에 관해 일본측 자료인 《일본서기》 사이메이 천황 7년(661년) 12월의 기록에, 고구려군이 당의 침공을 격퇴하여 당군의 보루를 빼앗고, 두 곳만 남겨둔 채 밤에 야습할 계획을 세웠지만 당군 병사들이 웅크려 우는 소리에 마음이 약해져 차마 빼앗을 수가 없었다는 고구려측의 증언이 기록되어 있고, 《삼국사기》 김인문열전에도 패강에서 고구려군을 격파하고 평양을 포위한 소정방의 당군이 고구려의 공격으로 "군사와 말이 많이 죽거나 다쳤으며 군량을 조달받을 길도 끊어졌다(士馬多死傷, 糧道不繼)"는 기록을 남기고 있다.
662년(보장왕 22년) 봄 2월(《삼국사기》는 정월), 옥저 방면의 고구려 공격을 맡았던 좌효위장군(左驍衛將軍) 백주자사(白州刺史) 방효태(龐孝泰)가 사수(蛇水) 강가에서 연개소문의 군대에 포위되어, 10만 명에 달하는 전군이 몰살당하고 방효태 자신도 13명의 아들과 함께 전사하였다(사수 전투). 평양을 포위했던 소정방도 2월 6일에 신라의 김유신이 이끄는 신라군이 수송해준 군량을 받고 폭설을 이유로 곧장 철수하였으며, 당의 고구려 공격은 실패로 끝났다.(고구려-당 전쟁 참조)
단재 신채호에 따르면, 지금의 중국 베이징(北京)의 조양문 바깥 7리 지역을 비롯해 산하이관(山海關)부터 베이징까지 '황량대(謊糧臺)'라는 이름의 유적이 10여 곳이 남아 있는데, 현지에서는 당 태종이 고구려군의 내습에 대비해 모래를 잔뜩 쌓아 군량창고처럼 보이게 해놓고 고구려군이 오면 공격하던 곳이라는 전설을 전하고 있다. 이 황량대가 베이징 근교까지 걸쳐 있는 것은 연개소문이 베이징까지 당 태종을 추격한 증거라고 단재 신채호는 주장하였다. 또한 요동 지역을 벗어나 산동이나 직예 등지에 '고려'라는 지명이 남아있으며, 베이징 정안문 바깥에 위치한 '고려영(高麗營)'이라고도 불리는 '고려진(高麗鎭)', 하북성 하간현 서북쪽 '고려성(高麗城)' 등의 지역을 단채 신채호는 이 당시 연개소문이 점령했던 지역이라고 주장하였다. 이들 '고려진'과 '고려영'이라는 행정구역명은 오늘날까지 베이징 북부 지역에 남아있다.
사수 전투를 승리로 이끈 연개소문은 665년 생을 다하여 형제 연남생, 연남건, 연남산에게 "너희 형제는 물과 고기(漁水)처럼 화합하여 작위를 둘러싸고 다투지 마라. 만약 그렇지 못하면 반드시 이웃 나라의 웃음거리가 될 것이다."라는 유언을 남겼다.

## 연남생 집권 (665 ~ 666)
원덕 연남생(元德 淵男生)은 연개소문의 장남으로,《천남생묘지명》에 따르면 평양성|평양성]]에서 출생하였다고 기록되어 있다. 실세이자 아버지 대막리지 연개소문의 권세를 등에업고 641년부터 벼슬을 지내기 시작하여 선인(先人), 중리소형(中裏小兄), 중리대형(中裏大兄), 중리위두대형(中裏位頭大兄)을 거쳐 661년 대막리지에 이어 3번째 권력 실세였던 막리지(莫離支)에 올랐다.
아버지 연개소문(淵蓋蘇文)이 665년 세상을 뜨자 첫째 연남생, 둘째 연남건, 셋째 연남산과 연개소문의 동생 연정토(淵淨土) 넷이 권력 다툼을 크게 벌였다. 결국 권력쟁탈전에서 승리한 연남생이 665년 권력 실세인 대막리지에 오르게 되어 고구려의 최고 권력자가 되었다. 항간에는 연남생이 아우 연남건과 연남산등이 모반을 꾀할까 두려워하여 그들을 죽일거라는 소문이 떠돌았다고 한다. 실제로 연남생은 연남건과 연남산에게 밀정을 붙여 그들을 감시하였으며, 남건과 남산은 이를 눈치채 666년 쿠데타를 일으켜 연남생의 첫째아들 연헌충(淵獻忠)을 죽여버리고, 사병들을 모아 연남생을 쳤다. 연남생은 패하여 주화파 성향의 국내성으로 달아났는데, 둘째아들 연헌성(淵獻誠)은 아비 연남생에게 당에 서신을 보내 성심껏 다해 충성을 증명해보이면 당은 남생이 올 것을 환영하고 그에 대한 대접을 한 후에 남생과 함께 고구려를 토벌할 것이라고 간언하였다. 남생은 이러한 헌성에 말에 동의하여 헌성을 급히 당(唐)에 긴급히 보내어 항복하고 구원을 청하였다.
666년 6월에 연남생은 평양에 반기를 들던 주화파 성향의 국내성, 목저성(木底城)·남소성(南蘇城)·창암성(倉巖城)등지의 백성과 귀족등을 모아  당에 투항하였다. 연남생은 그 공로로 당 고종에게서 요동도독 겸 평양도안무대사(特進 - 遼東都督 兼 平壤道安撫大使)의 벼슬을 받았다. 비슷한 시기 666년 12월에는 삼촌이자 연개소문의 동생인 연정토가 고구려의 한반도 남부 12개 성과 함께 신라에 투항했다. 결국 당(唐)에 투항한 연남생은 고구려를 배신한 앞잡이가 되어 당(唐)로부터 현도군공(玄菟郡公), 변국공(卞國公)의 직위를 받고 그간의 사정을 당(唐)에 밀고하였다.

## 연남건 및 연남산 집권 (666 ~ 668)

### 제3차 고당전쟁과 평양성 함락

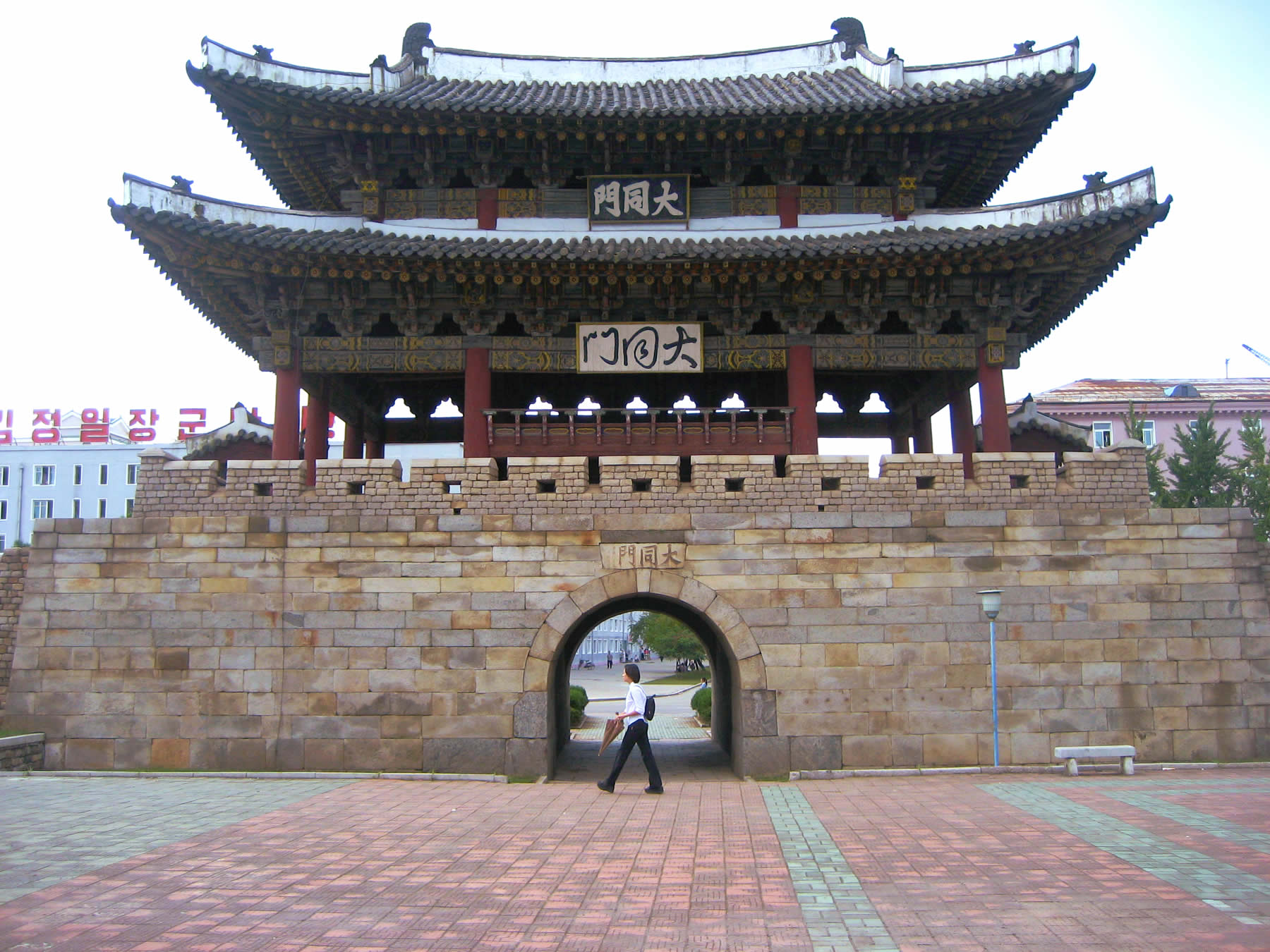
평양직할시에 있는 평양성 동문 대동문

668년 당 고조는 연남생의 보고를 받자마자 고구려 원정을 재시도하여 총장(總章) 원년 12월 겨울에 이적(李勣), 글필하력(契苾何力), 설인귀(薛仁貴)등을 총관으로 삼아 50만 대군으로 침략하였다. 연남생도 평양도 행군대총관(平壤道 行軍大摠管) 겸(兼) 지절안무대사(持節安撫大使)라는 직위를 받고 참전하였다.
연남생을 몰아낸 후 3대 대막리지 자리를 차지한 연남건(淵男建)은 아버지와 형의 권력을 이은 고구려의 무인정권 실세이자 독재자였으나 삼촌과 형이 적국인 당(唐), 신라에 투항하는 상황에서도 끝까지 말기의 고구려를 지휘하였다. 666년 12월, 당나라가 거국적으로 다시 고구려를 침공하자 대막리지 연남건은 군대를 총 지휘하여 당나라에 맞서 싸웠다. 667년 9월, 이세적이 이끄는 당군에게 신성이 함락되자 고구려 15만 구원군을 보내었고, 그가 보낸 고구려군은 금산전투에서 당군과 크게 싸웠으나 패하였다.
바다로는 당나라 곽대봉이 수군을 이끌고 고구려를 침공하였다. 행군관기통사사인 원만경이 편지를 써서 말하기를 “압록강은 요충지인데 고구려는 지킬 줄 모르는가?”라고 비웃었다. 하지만 이 서신을 보낸 사자가 고구려군에게 잡혔고, 이를 보고 연남건은 회보하기를 “삼가 명령을 듣겠다”라고 하고, 즉시 군사를 옮겨 압록강 나루에 진을 쳐서 당군이 압록강 이하로 남진할 수 없게 방어선을 구축하였다.
668년 초, 이세적·설인귀가 이끄는 당군에 의해 북쪽의 부여성이 함락되자 다시 고구려 구원군 5만을 보냈으나, 중도에 설하수에서 이세적이 이끄는 당군을 만나 교전하였고 크게 패하였다. 668년 여름, 마침내 당의 군대가 수도  평양성에 당도하여 성을 포위하고 양측은 한 달이 넘도록 교전하였다. 그와중에 보장왕이 연남건의 동생 연남산으로 하여금 수령 98명을 거느리고 백기를 들고 이세적에게 항복하게 하였다. 대총관 이세적은 예를 갖추어 접대하였다. 대막리지 연남건은 오히려 성문을 닫고 수비하며 끝까지 항전하였다. 연남건은 자주 군사를 출동시켜 싸웠으나 번번히 패배하였다. 연남건의 책사(策士)였던 승려 신성이 연남건을 배신하여 소장 사부구(師夫仇)·오사·고요묘등과 함께 적에게 비밀리에 사람을 보내 성문을 열겠다는 뜻을 전했다. 5일 뒤에 승려 신성이 몰래 성문을 열었다. 당(唐)의 사령관 이세적은 군사를 풀어 성위에 올라가 북을 치고 함성을 지르며  평양성에 불을 지르게 하였다.
668년 9월, 마침내  평양성이 함락하면서 고구려의 마지막 대막리지가 된 연남건은 자결을 시도하했으나 실패하였다. 668년 고구려와 연씨정권 모두 막을 내리게 되었다.

## 대중문화

### 드라마
- 《연개소문》(SBS, 2006년~2007년)
- 《대조영》(KBS, 2006년~2007년)

### 영화
- 《안시성》(영화, 2018년)
- 《평양성》(영화, 2011년)

## 관련 문헌
- 김부식, 《삼국사기 고구려본기 연개소문열전》
- 김부식, 《삼국사기 신라본기 김유신열전》
- 신채호, 《조선상고사》
- 강화유수, 《강도지》
- 《규염객전》(虯髥客傳)
- 《갓쉰동전》
- 이화여자대학교 대학원 사학과 도서관
- 김용만 《새로 쓰는 연개소문전》 바다출판사, 2003년